# Dolmen de Pen ar Run
Le dolmen de Pen ar Run est un dolmen situé sur la commune de Telgruc-sur-Mer, dans le département français du Finistère.

## Historique
En 1850, Jean-Marie Bachelot de La Pylaie en donne une courte description et en dresse le plan. Le dolmen est brièvement mentionné par Flagelle en 1876 et par du Châtellier en 1907.

## Description
Le dolmen est composé de deux orthostates latéraux et d'une dalle de chevet supportant une unique table de couverture. Les deux pierres situées plus au nord à environ 2. m de l'ensemble citées par de la Pylaie ne sont désormais plus visibles, elles correspondaient peut-être aux vestiges d'une galerie d'accès à la chambre. Les dalles sont en grès fin.